# Alexi Lubomirski
Alexi Lubomirski właściwe Alex Jan Lubomirski (ur. 26 sierpnia 1975 w Londynie) – brytyjski fotograf, autor oficjalnych zaręczynowych i ślubnych fotografii księcia Henryka i Meghan Markle.

## Życiorys
Jest synem Władysława Jana Adama Lubomirskiego i jego pierwszej żony Eileeny Pameli Beardsell, jego matka była pochodzenia angielsko-peruwiańskiego, ojciec zaś polsko-francuskiego. Mieszkał z matką w Anglii i Botswanie. Uczył się w Magdalen College School do 1994, potem studiował na Uniwersytecie w Brighton. Pracował z Mario Testino jako asystent fotografa.
Obecnie mieszka w Nowym Jorku. Zajmuje się fotografią mody. Jego zdjęcia były publikowane w Harper´s Bazaar US, Vogue (Meksyk, Niemcy, Rosja, Hiszpania, Korea, Chiny), Men’s Vogue Chiny, Numero Tokyo, W Korea, GQ USA i Allure. Fotografował Demi Moore, Beyoncé, Charlize Theron, Gwyneth Paltrow, Natalie Portman i wiele innych znanych osób.
W 2008 odbyła się pierwsza wystawa jego prac w MILK gallery w Nowym Jorku.
Napisał książkę zatytułowaną Princely Advice for Happy Life. Książkę dedykował swoim synom, została ona przetłumaczona na sześć języków. Wydał także dwa albumy z fotografiami, Decade 2014 oraz Diverse Beauty (2016).
W maju 2018 Royal Mail wydała pamiątkowe znaczki pocztowe upamiętniające zaręczyny księcia Henryka i Megan Markle, do ich powstania zostały wykorzystane zdjęcia jego autorstwa.

## Życie prywatne
Alexi Lubomirski ożenił się z urodzoną w Nowym Jorku Giadą Torri, z którą był w związku od 2009 roku.